# Кирил Бояджиев (комунист)
 Тази статия е за деятеля на БКП.  За актьора вижте Кирил Бояджиев.  
Кирил Василев Бояджиев е български комунист родом от град Копривщица.
Кирил Бояджиев отрано познава огорченията от трудния живот и се ориентира към левите среди в Копривщица. Взима участие в марксически кръжок, където се среща със Салчо Василев, Рашко Брайков и Костадин Доганов. Като член на БРСДП (т.с.) с пропагандаторската си дейност привлича вниманието на полицейските органи и многократно е арестуван и подлаган на изтезания в сградата на общината.

След разгрома на Септемврийското въстание от 1923 г. в Средногорието излизат партизански чети, участващи в борбата срещу диктаторския режим на Деветоюнските превратаджии. Кирил Бояджиев се включва в това дело ката става ятак, осведомител и свръзка на партийната организация с Тумангеловата чета. Освен с подпомагането и снабдяването на четата с храни и оръжие Бояджиев свързва партизаните с братя Тепавичарови в град Пловдив.
През 1925 г. в Копривщица има провал на нелегалните, при който 27-годишният Кирил Бояджиев е задържан в полицейския участък в село Голямо Конаре. Успява да се измъкне от затвора, но полицаите откриват огън по него. Въпреки получените тежки наранявания с малкото останали му сили някак си стига до Пловдив, където получава укритие от свои близки. След голяма кръвозагуба и без квалифицирана медицинска помощ Кирил Бояджиев почива от раните си през септември 1925 година.